# تور م+م
 تور م+م ششمین تور کنسرت توسط هنرمند آمریکایی بریتنی اسپیرز بود که از شش نمایش مختصر در کلوپ های ایالات متحده تشکیل شده است. اسپیرز اعلام کرد که علاقه دارد مجدداً در فوریه ۲۰۰۶ تور خود را شروع کند. او شروع به تمرین دوباره برای یک نمایش در سالن های خانه بلوز به صورت مخفیانه کرد و از یک اجرای غافلگیر کننده در ۲۵ آوریل ۲۰۰۷، در کلوپ شبانه لس آنجلس را اجرا کرد. بلیط های این تور به سرعت فروخته شد. این تور اولین تور اسپیرز از زمان تور هتل اونیکس در ژوئن ۲۰۰۴ بود. 

## لیست مجموعه
لیست تنظیم اقتباس شده از MTV.
1. "عزیزم یک بار دیگر…"
2. "من برده تو هستم"
3. "بر روی من نفس بکش"
4. "کاری کن"
5. " سمی "

## نمایش ها
| تاریخ      | شهر      | کشور         | محل               | حضور                 | درآمد        |
| ---------- | -------- | ------------ | ----------------- | -------------------- | ------------ |
| ۱ مه ۲۰۰۷  | سن دیگو  | ایالات متحده | خانه بلوز         | ۹۰۰/۹۰۰ (۱۰۰٪)       | ۳۶،۸۹۶ دلار  |
| ۲ مه ۲۰۰۷  | آناهیم   | ایالات متحده | خانه بلوز         | ۱،۱۰۰ / ۱،۱۰۰ (۱۰۰٪) | ۳۸،۵۰۰ دلار  |
| ۳ مه ۲۰۰۷  | لس آنجلس | ایالات متحده | خانه بلوز         | ۱،۰۵۰ / ۱،۰۵۰ (۱۰۰٪) | ۳۶،۷۵۰ دلار  |
| ۶ مه ۲۰۰۷  | لاس وگاس | ایالات متحده | خانه بلوز         | ۱۸۰۰/۱۸۰۰ (۱۰۰٪)     | ۱۰۴،۵۸۰ دلار |
| ۱۹ مه ۲۰۰۷ | اورلاندو | ایالات متحده | خانه بلوز         | ۲،۱۰۰ / ۲،۱۰۰ (۱۰۰٪) | ۷۳،۵۰۰ دلار  |
| ۲۰ مه ۲۰۰۷ | میامی    | ایالات متحده | mansion nightclub | نامشخص               | نامشخص       |
| جمع        | جمع      | جمع          | جمع               | ۶،۸۹۳ / ۶،۹۵۰ (۹۹٪)  | ۲۹۰،۲۲۶ دلار |